# Стефанидес, Кэти
Кэти Стефанидес (греч. Καίτη Στεφανίδου; 1925, Лимасол, Кипр — 24 марта 2012) — кипрская художница, представительница модернистского движения второй половины 20-го века и первого десятилетия 21-го века. В 1972 году провела свою первую персональную выставку. Продолжала участвовать в выставках до 2003 года. Её работы представлены в коллекциях Византийского музея архиепископа Макариоса III, Художественного музея Лукии и Михалакиса Замбеласа, Муниципальной художественной галереи Лимасола и Государственной галереи современного кипрского искусства.

## Биография
Кэти Фасулиотис родилась в 1925 году в Лимасоле на Кипре.
С детства Кэти любила рисовать и родители поощряли её в этом увлечении. С 1948 по 1955 год училась в Афинской школе изящных искусств, посещая курсы живописи, которые вели Умбертос Аргирос и Яннис Моралис. Также изучала историю искусства у Панделиса Превелакиса. После окончания школы переехала в Лондон, где училась в Школе искусств Святого Мартина и изучала живописное искусство в музеях и галереях Лондона и Парижа до 1960 года.

## Творчество
В 1961 году вернулась на Кипр, где работала учителем рисования в средней школе в течение следующих двадцати пяти лет. В том же 1961 году приняла участие в своей первой выставке «Кипрские художники», организованной журналом «Κυπριακά Χρονικά» (Кипрские хроники). Её работы на этом раннем этапе её творчества отражали ранние современные течения в мировом художественном искусстве 1950-х и 1960-х годов. На эти её картины оказали влияние работы таких художников, как Поль Сезанн, Андре Лот и Казимир Малевич.
В середине 1960-х годов вышла замуж за писателя и художника Тасоса Стефанидиса, в браке с которым родилось двое детей.
Принимала участие в многочисленных местных и международных выставках, включая биеннале Александрийского музея изобразительного искусства в 1963 году; Выставка Института Содружества 1970 года «Современное кипрское искусство», которая демонстрировалась в Эдинбурге и Лондоне; и Биеннале искусств в Сан-Паулу в Бразилии 1971 года.
В 1972 году провела свою первую персональную выставку в галерее Акрополя в Никосии. Большинство представленных работ были геометрическими абстракциями, демонстрировавшими влияние таких художников, как Наум Габо, Пит Мондриан и Софи Тойбер-Арп, но другие произведения четко охватывали движение оп-арт и минимализм 1960-х годов. Ей было интересно отойти от представления конкретных объектов или природы, исследуя суть движения и формы в пространстве путем исследования цвета, формы и текстуры.
В 1974 году, после кипрского государственного переворота, стиль Стефанидес изменился, и она начала вводить ссылку на историю Греции в свои художественные произведения как политическую позицию. Особенно озабочена тем, как война влияет на женщин, в её работах начали появляться стилизованные женские формы в более экспрессионистской манере. Используя символику в своих картинах, таких как изображения Афродиты и горы Кирении, она использовала греческие нарративы, как демонстрацию отстраненности и обособленности Кипра от эллинистического прошлого. Также она своими картинами обращала внимание на происходившие в то время последствия турецкого вторжения на Кипр.
В 1978 году провела свою вторую персональную выставку в галерее «Zygos» в Никосии, где были представлены как некоторые из её прежних работ, так и новая серия под названием «Глубина мира», показавшая её новый стиль, сосредотачивающий внимание на неидентифицированных женских фигурах. На её третьей персональной выставке, состоявшейся в 1982 году, искусство Стефанидес охватывает сюрреализм и поп-арт.
На своей четвёртой персональной выставке в 1988 году, состоявшейся в галерее Апокалипсиса Никосии, художница в своих работах исследовала игру цвета, изменения формы и движения, привлекая экспрессионистский подход.
Её картины вернулись к чистой абстракции на её пятой персональной выставке, состоявшейся в галерее «Morfi» в Лимассоле, и тем более на её шестой персональной выставке в галерее Апокалипсиса, где в своих работах сосредоточила внимание на плавных ярких цветах в плоском пространстве, лишенном глубины и объёма.
На своей выставке в 1998 году в Галерее Апокалипсиса Стефанидес представила тематические элементы традиционной ручной работы, такие как гобелены и вышивка. Сочетая принципы изобразительного и народного искусства, художница использовала мотивы для представления женственности. В 2003 году на выставке «Метаморфозы», организованной в галерее «Арго» в Никосии, художница расширила эти темы, ссылаясь на фольклор и духовность, сочетая это с современной презентацией в ярких цветах.

## Смерть и наследие
Умерла 24 марта 2012 года. Критики считают Стефанидис лидером развития современного искусства на Кипре. Историк искусства Елени Никита охарактеризовала Стефанидес, как новатора, заявив, что её творчество «создало мост для движения кипрского искусства, чтобы достичь точки, в которой оно есть сегодня».
Работы Стефанидис находятся в коллекциях Византийского музея архиепископа Макариоса III, Художественного музея Лукии и Михалакиса Замбеласа, Муниципальной художественной галереи Лимасола и Государственной галереи современного кипрского искусства. В 2013 году в Галерее Апокалипсиса состоялась выставка «Descendance», на которой были представлены ранее не выставлены работы Стефанидес, её мужа Тасоса и их сына Паноса.